# NGC 6144
NGC 6144 est un amas globulaire situé dans la constellation du Scorpion à environ 28 000 a.l. (8,5 kpc) du Soleil et à 8 500 a.l. (2,6 kpc) du centre de la Voie lactée. NGC 6144 a été découvert par l'astronome germano-britannique William Herschel en 1784. Cet amas a possiblement été observé par l'astronome sud-africain William Henry Finlay le 8 septembre 1887 et il a été inscrit à l'Index Catalogue sous la désignation IC 4606.
La vitesse radiale héliocentrique de cet amas est égale à (188,9 ± 1,1) km/s. Selon Forbes et Bridges, sa métallicité est estimée à −1,56 [Fe/H] et son âge d'environ 13,82 milliards d'années.
Selon une étude publiée en 2011 par J. Boyles et ses collègues, la métallicité de l'amas globulaire NGC 6144 est égale à -1,76 et sa masse est égale à 169 000 {\displaystyle M_{\odot }}. Dans cette même étude, la distance de l'amas est estimée à environ 10,1 kpc (∼32 900 al).

## Galerie

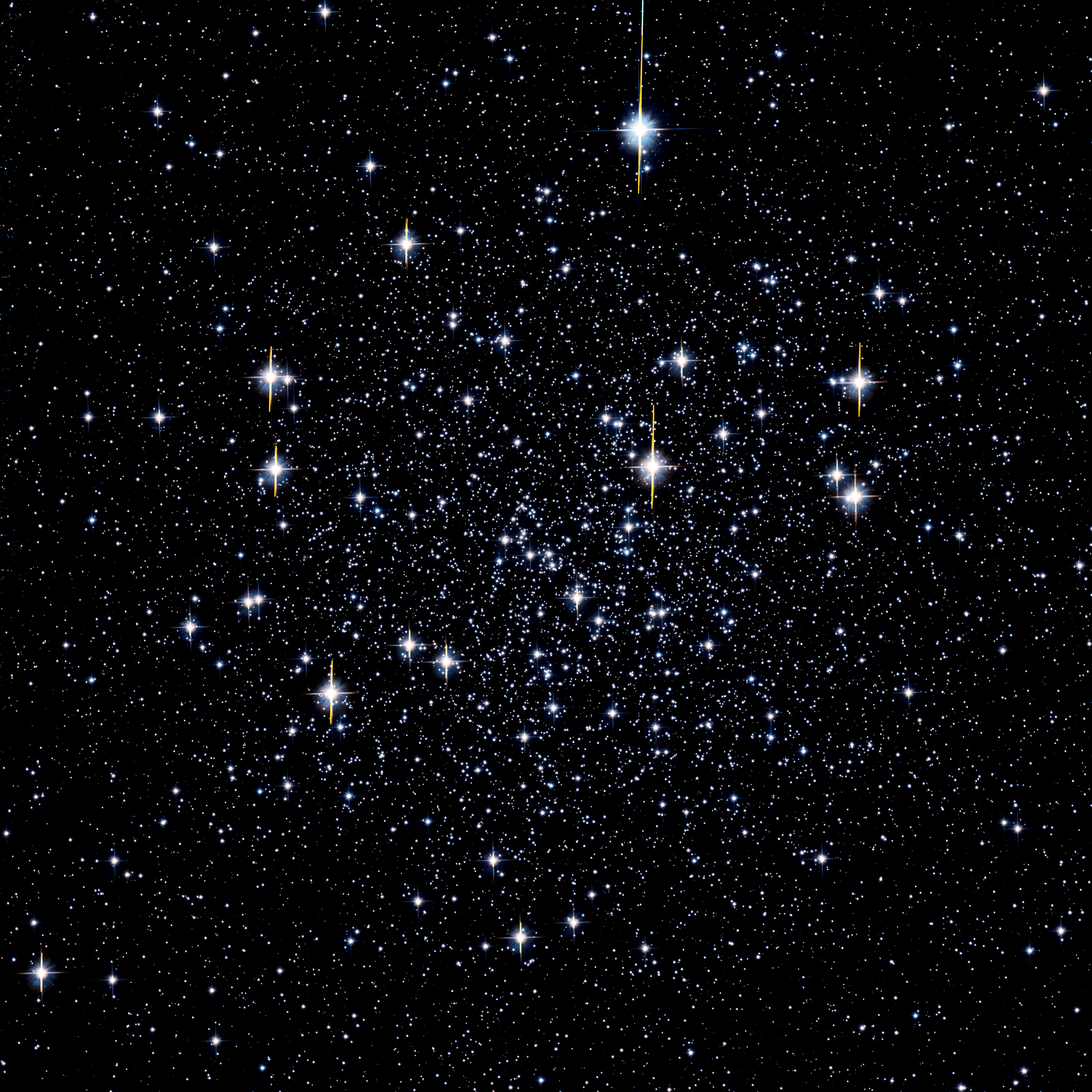
NGC 6144 par le télescope spatial Hubble.
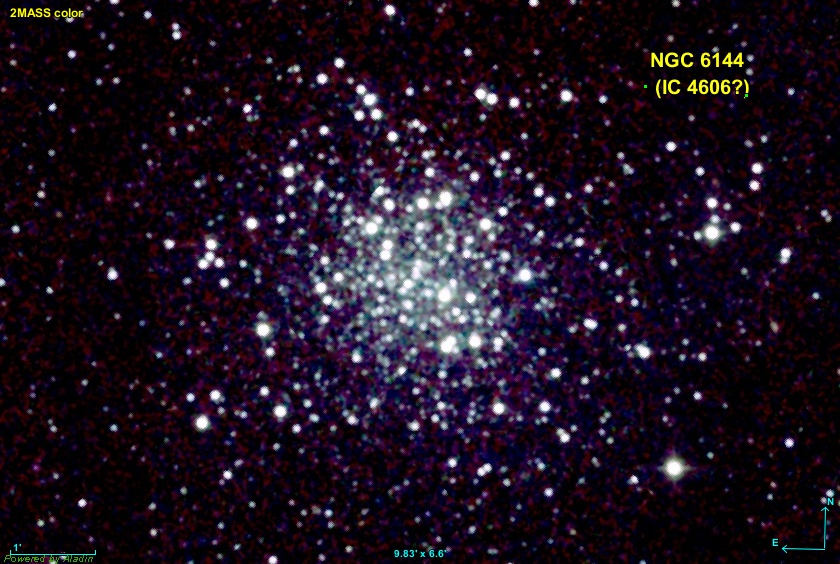
NGC 6144 en infrarouge par le relevé 2MASS.